# Андреев, Юрий Николаевич (геолог)
Ю́рий Никола́евич Андре́ев (7 августа 1933, Майкоп, РСФСР — 13 марта 2021, Киев, Украина) — советский и украинский геолог, кандидат геолого-минералогических наук (1976). Главный геолог Южно-Киргизской геологической экспедиции, лауреат государственной премии Киргизской ССР в области науки и техники.

## Биография
Родился 7 августа 1933 года в г. Майкопе, РСФСР. Детство прошло в Ростовской области,  в Военном конном заводе им. 1-й Конной Армии Мечётинского района.
По окончании 10 классов школы, встал вопрос перед выбором профессии. Юноша выбрал профессию геолога, поступив в Ростовский госуниверситет им.  Молотова.
Успешно  закончив университет в 1957 году, молодой специалист был направлен на работу в Киргизскую ССР, г. Фрунзе. В этом же году была организована Южно-Киргизская геологическая экспедиция (ЮКГЭ) и все, кто работал на юге Киргизии, были зачислены в штат этой экспедиции. В сравнительно короткое время была построена база экспедиции.
В это время Юрий Николаевич работал в Кизил-Кийской партии на разведке буроугольного месторождения. Уже там проявил знания геологии и был замечен как знающий молодой специалист. Вскоре его перевели в штат ЮКГЭ на должность начальника геологического отдела.
Экспедиция с каждым годом расширяла фронт работ, так как юг Киргизии богат полезными ископаемыми: сурьма, ртуть, золото, стройматериалы, бурые угли и пр. В экспедиции было несколько крупных разведочных, поисковых, поисково-съёмочных, поисково-разведочных партий. На её базе часто проводились всесоюзные совещания, школы передового опыта, на которых передавался опыт другим и что-то получали и специалисты ЮКГЭ. Участвовал непосредственно в этом и организовывал такую работу Андреев Ю. Н.
Часто ездил и в разведочные партии, где был необходим контроль работ и проверка правильности их исполнения. Одна из таких партий — Улугтаусская геолого-разведочная — проводила работы по разведке ртутного месторождения. Работы шли к закрытию, необходимо было написать отчет о многолетней работе этой крупной  партии с дальнейшим её закрытием. Для написания этого отчёта туда был направлен Андреев  Ю.Н. Изучив материал многолетней работы, просмотрев керн в огромном кернохранилище, он понял, что закрывать партию рано, необходимо продолжить работы и сдать месторождение ртути в эксплуатацию.
После взятия в помощники геолога Боркоева Джакыпалы, начал серьёзное переосмысление всех проведённых работ. В результате был написан грамотный отчёт с подтверждением запасов и защитой в Государственной комиссии запасов СССР, после чего месторождение было сдано в эксплуатацию. За сдачу месторождения группе геологов — в их числе Андрееву Ю. Н. — было присвоено звание Лауреатов государственной премии Киргизской ССР.
В его бытность на должности главного геолога ЮКГЭ экспедиция была награждена Орденом трудового Красного Знамени. За плодотворную работу геологической службы экспедиция неоднократно награждалась переходящим красным знаменем Мингео СССР.
Без отрыва от производства защитил кандидатскую диссертацию при Ташкентском политехническом институте. Ему была присуждена учёная степень кандидата геолого-минералогических наук за работу «Особенности геологического строения и методика разведки ртутного месторождения Чонкой» (1976).
Занимаемые Юрием Николаевичем должности старшего инженера-геолога экспедиции, старшего геолога геологоразведочной партии, главного геолога ГРП, начальника геолого-производственного отдела экспедиции, главного геолога экспедиции, соответствовали отрасли науки, по которой присуждена научная степень: геология, поиски и разведка рудных месторождений.
Общий научный стаж в ЮКГЭ составил 13 лет и 6 месяцев.
Указом президиума Верховного Совета  СССР от 27 февраля 1974 г. награждён орденом «Знак Почёта».
Министерством геологии СССР ЦК профсоюза рабочих геолого-разведочных работ награждён нагрудным знаком «Отличник разведки недр».
В 1978 г. переехал на работу в УССР и был назначен главным геологом Раховской ГРП, где в это время проводились работы на золоторудном месторождении Сауляк. Тщательно был изучен район работ, геология района, месторождения Сауляк и в результате — прирост большого крыла продуктивной толщи месторождения с приростом запасов. После защиты отчёта Ю.Н. Андреев по личной просьбе был переведён в Винницкую область в Побужскую ГРП на должность главного геолога ГРП. В Винницкой области успешно руководил работами по поискам золоторудных проявлений в Среднем Побужье, разведкой Бахтынского месторождения плавикового шпата, а также месторождений апатита, фосфоритов, сапонитов, стройматериалов и др.
При выходе на пенсию за плодотворную работу Ю.Н. Андрееву была назначена пенсия за особые заслуги перед Украиной.
После выхода на пенсию в течение 13 лет работал экспертом в Государственной Комиссии по запасам полезных ископаемых Украины. Закончил трудовую деятельность Юрий Николаевич в возрасте 84 лет, в 2017 году.
Ушел из жизни 13 марта 2021 года в возрасте 87 лет. Похоронен на Байковом кладбище в г. Киеве.

## Награды, премии и звания
- 1972 — Государственная премия Киргизской ССР в области науки и техники
- 1972 — Отличник разведки недр СССР
- 1974 — Орден «Знак Почёта»

## Публикации
1. Андреев Ю.Н. Об основных  закономерностях размещения ртутного оруденения на месторождении Чонкой // Сборник материалов научно-исследовательских работ ТашПИ — 1974. – вып. 112.
2. Андреев Ю.Н. Некоторые вопросы методики разведки месторождения Чонкой // Сборник материалов научно-исследовательских работ ТашПИ – 1973. – вып. 104.
3. Андреев Ю.Н. Некоторые вопросы эффективности вскрытия рудной трещиноватости буровыми скважинами и горными выработками на месторождении Чонкой // Сборник материалов научно-исследовательских работ ТашПИ – 1973. – вып. 95
4. Андреев Ю.Н., Никифоров Н.А., Пихота Н.А. и др. Геолого-структурные особенности ртутно-сурьмяных месторождений Южной Ферганы // Сборник «Проблемы  рудных столбов» - Недра – 1972.
5. Андреев Ю.Н. Представительность колонкового бурения – на примере ртутного месторождения // Труды САИГИМС – 1976.
6. Андреев Ю.Н. К вопросу методики подсчета запасов – на примере месторождения Чонкой // Сборник материалов научно-исследовательских работ ТашПИ – 1975. – вып. 142.
7. Андреев Ю.Н., Шибков В.С., Митрофанов Е.А. Управление геологии Киргизской ССР. Южно-Ферганский ртутно-сурьмяный пояс // Разведка и охрана недр – 1978. – № 9.
8. Андреев Ю.Н. К вопросу о структуре и глубинном строении северо-западного окончания Мармарошского массива // Геологический журнал – 1984. – Т. 44. – № 6.